# Irina Zhilenko

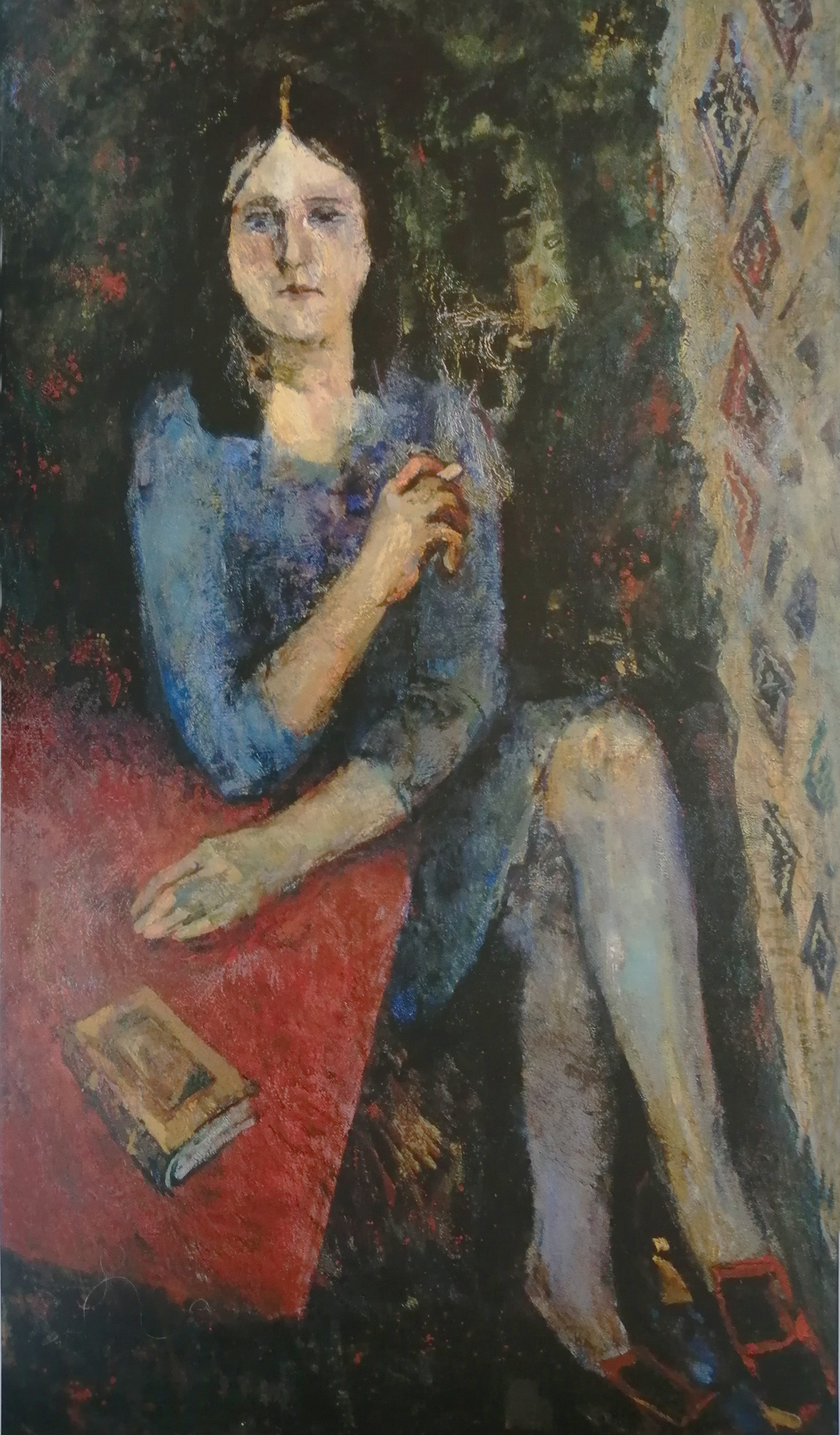
Retrato de Irina Zhilenko.

Irina (Iraida) Volodimirivna Zhilenko (en ucraniano Ірина Володимирівна Жиленко; 28 de abril de 1941 – 3 de agosto de 2013), poeta ucraniana, era esposa de Volodimir Drozd. Nació en Kiev y murió en agosto de 2013 a la edad de 72 años.

## Biografía
En 1964, se graduó en la Universidad Tarás Shevchenko de Kiev y publicó su primer libro de ensayos Bukovina Ballads .
Ha escrito doce colecciones de poesía, que incluyen obras como "Solo para Sofía" (1965), "Autorretrato en rojo" (1971), "Una ventana al jardín" (1978), "Concierto para violín y saltamontes" (1979), "Mercado of Wonders" (1982), "El último organillero callejero" (1985), "La chica del baile" (1987), "La ceremonia del té" (1987), "Una velada en una antigua bodega" (1994) y "Seasons" (1999). Además, ha incursionado en la escritura de cuentos y poesía dirigida al público infantil.
Las traducciones al inglés de sus poemas se publicaron en la Antología de poesía ucraniana soviética de Kiev en 1982. 
Virlana Tkacz y Wanda Phipps tradujeron el poema “In the Country House” y Yara Arts Group lo interpretó como parte de su serie Spinning Spells: Poetry in Performance , la cual buscaba ser una antología bilingüe de literatura ucraniana traducida al inglés por Virlana Tkacz y Wanda Phipps e interpretada por Yara Arts Group, editada por Olha Luchuk.

## Premios
En 1987 fue galardonada con el Premio Literario Volodimir Sosiura y el Premio Estatal Tarás Shevchenko por su conjunto de poemas titulado "Verchirka u starii vynarni" (Una velada en una antigua bodega).